# Phaser (musica)
Il phaser è un effetto elettronico per strumenti musicali elettrificati o elettronici, impiegato generalmente per dare risalto a parti soliste in contesti dal vivo, molto popolare verso la fine degli anni sessanta.
Il suo funzionamento si basa sulla somma del segnale originale e di una sua copia, variata nella fase. Per fare ciò si impiega un filtro all-pass, che non elimina alcuna frequenza ma varia la fase del segnale audio; questo ritardo di fase è quindi modulato mediante un LFO e infine sommato, invertito di 180°, al segnale originale. Il risultato è l'enfasi di alcune frequenze, e multiple delle stesse, e la soppressione di altre, a formare quello che viene detto comb filter; le frequenze in questione variano con la modulazione introdotta, cambiandone ciclicamente posizione e distribuzione nello spettro sonoro. Il suono così ottenuto assume caratteristiche di evanescenza e risonanza variabile. Alcuni phaser permettono inoltre di inviare parte del segnale sfasato nuovamente all'ingresso del filtro, ottenendo così un'esaltazione degli effetti dello stesso e quindi un maggiore pronunciamento del risultato sul segnale trattato.